# Política Nacional del Ambiente (Perú)
La Política Nacional del Ambiente al 2030 es una normativa peruana aprobada bajo Decreto Supremo n.° 023-2021 del Ministerio del Ambiente. Se basó en el Informe Nacional sobre el Estado del Ambiente publicado el 23 de julio de 2021.

## Definiciones
La política nacional del ambiente se define como:

El conjunto de lineamientos, objetivos, estrategias, metas, programas e instrumentos de carácter público, que tienen como propósito definir y orientar el accionar de las entidades del Gobierno Nacional, regional y local, las del sector privado y las de la sociedad civil, en materia ambiental.
Ministerio del ambiente

## Estructura del contenido
El documento de la Política Nacional del ambiente al 2030 cuenta con 600 páginas, 8 anexos y la siguiente estructura:
- Introducción
- Base normativa
  - Marco legal general
  - Instrumentos internacionales en el que el Perú es Estado parte
  - Norma relacionada con los temas que contiene la Política Nacional del Ambiente
- Diagnóstico
  - Enunciado del problema público que aborda la Política Nacional del Ambiente
  - Modelo del problema público
  - Conceptos claves
  - Enfoques transversales considerados en la Política Nacional del Ambiente
  - Situación actual
    - Efectos del problema público
    - Situación actual del problema público

  - Situación futura deseada
  - Alternativas de solución seleccionadas
  - Objetivos prioritarios
    - Descripción
- Lineamentos
- Provisión de Servicios
  - Fichas de servicios y fichas de indicadores
  - Actividades operativas por cada Objetivo prioritario
- Seguimiento y evaluación
  - Seguimiento
  - Evaluación
- Glosario y Acrónimos
  - Glosario
  - Acrónimos
- Anexos
- Bibliografía

## Conceptos claves
La Política Nacional del Ambiente muestra como conceptos claves el significado de términos de interés como:
- Ambiente:[5]

Comprende a los elementos físicos, químicos y biológicos de origen natural o antropogénico que, en forma individual o asociada, conforman el medio en el que se desarrolla la vida, siendo los factores que aseguran la salud individual y colectiva de las personas y la conservación de los recursos naturales, la diversidad biológica y el patrimonio cultural asociado a ellos, entre otros.
Ministerio del Ambiente

- Ecosistema:[5]

Es el sistema natural de organismos vivos que interactúan entre sí y con su entorno físico como unidad ecológica. Los ecosistemas son la fuente de los servicios ecosistémicos. También es considerado como ecosistema generador de dichos servicios aquel recuperado o establecido por intervención humana.
Ministerio del Ambiente

- Servicios ecosistémicos:[5]

Beneficios económicos, sociales y ambientales, directos e indirectos, que las personas obtienen del buen funcionamiento de los ecosistemas tales como: la regulación hídrica en cuencas, el mantenimiento de la biodiversidad, el secuestro de carbono, la belleza paisajística, la formación de suelos y la provisión de recursos genéticos, entre otros. Los servicios ecosistémicos constituyen patrimonio de la nación.
Ministerio del Ambiente

- Gobernanza ambiental:[5]

Principio que rige el diseño y aplicación de las políticas públicas, que conduce a la armonización de las políticas, instituciones, normas, procedimientos, herramientas e información de manera tal que sea posible la participación efectiva e integrada de los actores públicos y privados, en la toma de decisiones, manejo de conflictos y construcción de consensos, sobre la base de responsabilidades claramente definidas, seguridad jurídica y transparencia.
Ministerio del Ambiento